# Ambassade de France au Vietnam
L'ambassade de France au Viêt Nam est la représentation diplomatique de la République française en république socialiste du Viêt Nam. Elle est située à Hanoï, la capitale du pays, et son ambassadeur est, depuis 2023, Olivier Brochet.

## Ambassade
Le domaine occupé par l’Ambassade a été le siège de la Société française des distilleries de l'Indochine fondée en mai 1901 qui de 1903 à 1933 détentrice du monopole de la fabrication de l’alcool et était l’une des plus puissantes compagnies d’Indochine.
Le domaine comprenait des bureaux, la villa du directeur avec sa piscine et sa « pool house », ainsi que trois villas plus petites construites en 1912.
L’ensemble du domaine a été acheté par l’État français en deux fois, fin 1949 et fin 1952.
Le Général de Jean de Lattre de Tassigny s’y installa en décembre 1950 en tant que haut-commissaire de la France en Indochine et commandant supérieur des troupes françaises.
Il fit construire un haut mur de séparation avec les logements du personnel ainsi qu’une villa typique du style des années 1950, destinée à son adjoint et qui est à présent la résidence de l’Ambassadeur.
À la suite des accords de Genève, le terrain - attribué à la France, en vertu des accords de Phu Lo de 1954 - devint le siège de la délégation générale du gouvernement de la République Française à Hanoï. La 11 octobre 1972, la résidence est détruite par un bombardement.
Le 6 juin 1973, à la suite des accords de Paris, la délégation fut élevée au rang d’ambassade.
À la suite de la politique de « renouveau » (doi moi), l’accroissement des relations économiques et de coopération entre la France et le Vietnam et l’augmentation des effectifs du personnel de l’Ambassade rendirent nécessaire la construction de nouveaux bâtiments.
D’importants travaux d’agrandissement de l’Ambassade furent engagés de mars 1993 à l’été 1997 pour créer des bureaux supplémentaires et rénover les édifices existants. Une nouvelle aile fut ajoutée à l’Ambassade, sur l’emplacement de l’ancienne résidence détruite en 1972.
De 1995 à 1997, la résidence de l’Ambassadeur fut rénovée et l’une des villas de 1912, réaménagée pour l’accueil des hôtes. Un pavillon de réception, d’une originale structure métallo-textile, fut édifié sur l’emplacement du court de tennis ; des cuisines adjacentes furent alors aménagées dans l’ancienne "pool house".
Un accord domanial a été signé avec les autorités vietnamiennes le 26 octobre 2002 afin de régler les questions immobilières pendantes depuis les accords de Phu Lo de 1954. Cet accord a notamment permis une délimitation précise du campus de l’ambassade de France. En 2006 s’est construit, à l’angle des rues Ba Trieu et Tran Hung Dao, le bâtiment abritant les services de la Mission Économique.

## Histoire
Le 11 octobre 1972 la résidence principale de la délégation générale de France est totalement détruite lors d'un bombardement de l'aviation des États-Unis lors de l'opération Linebacker. La seule victime française, le délégué général Pierre Susini, grièvement blessé, meurt à son arrivée à Paris. Cinq autres personnes, dont quatre employés vietnamiens, trouvèrent la mort dans ce bombardement.

## Consulat

### Communauté française
Au 31 décembre 2020, 7 360 Français sont inscrits sur les registres consulaires au Viêt Nam. Au 31 décembre 2014, les 7 035 inscrits étaient ainsi répartis entre les deux circonscriptions : Hanoï (1 336) et Hô-Chi-Minh-Ville (5 699).
| 2001  | 2002  | 2003  | 2004  |
| ----- | ----- | ----- | ----- |
| 2 229 | 2 558 | 3 047 | 3 255 |

| 2005  | 2006  | 2007  | 2008  |
| ----- | ----- | ----- | ----- |
| 3 445 | 3 955 | 4 375 | 4 912 |

| 2009  | 2010  | 2011  | 2012  |
| ----- | ----- | ----- | ----- |
| 5 343 | 5 672 | 6 164 | 6 304 |

| 2013  | 2014  | 2015  | 2016  |
| ----- | ----- | ----- | ----- |
| 6 646 | 7 035 | 7 401 | 7 652 |

| 2017  | 2018  | 2019  | 2020  |
| ----- | ----- | ----- | ----- |
| 7 832 | 7 789 | 7 647 | 7 360 |

| 2021  | 2022  | 2023  | - |
| ----- | ----- | ----- | - |
| 7 162 | 7 225 | 7 163 | - |

### Circonscriptions électorales
Depuis la loi du 22 juillet 2013 réformant la représentation des Français établis hors de France avec la mise en place de conseils consulaires au sein des missions diplomatiques, les ressortissants français du Viêt Nam élisent pour six ans trois conseillers consulaires. Ces derniers ont trois rôles :
1. ils sont des élus de proximité pour les Français de l'étranger ;
2. ils appartiennent à l'une des quinze circonscriptions qui élisent en leur sein les membres de l'Assemblée des Français de l'étranger ;
3. ils intègrent le collège électoral qui élit les sénateurs représentant les Français établis hors de France.

Pour l'élection à l'Assemblée des Français de l'étranger, le Viêt Nam appartenait jusqu'en 2014 à la circonscription électorale de Bangkok, comprenant aussi la Birmanie, le Brunei, le Cambodge, l'Indonésie, le Laos, la Malaisie, les Palaos, les Philippines, Singapour, la Thaïlande et le Timor oriental, et désignant trois sièges. Le Viêt Nam appartient désormais à la circonscription électorale « Asie-Océanie » dont le chef-lieu est Hong Kong et qui désigne neuf de ses 59 conseillers consulaires pour siéger parmi les 90 membres de l'Assemblée des Français de l'étranger.
Pour l'élection des députés des Français de l’étranger, le Viêt Nam dépend de la 11e circonscription.

## Ambassadeurs

### République démocratique du Vietnam
| De   | À    | Ambassadeur           |
| ---- | ---- | --------------------- |
| 1954 | 1958 | Jean Sainteny         |
| 1966 | 1969 | François de Quirielle |
| 1969 | 1970 | René Servoise         |
| 1970 | 1972 | Pierre Susini         |
| 1972 | 1973 | Claude Chayet (d)     |
| 1973 | 1974 | Claude Chayet         |
| 1974 | 1976 | Philippe Richer       |

### République socialiste du Vietnam
| De   | À    | Ambassadeur                 |
| ---- | ---- | --------------------------- |
| 1976 | 1978 | Charles Malo (d)            |
| 1978 | 1981 | Michel Combal (d)           |
| 1981 | 1986 | Yvan Bastouil (d)           |
| 1986 | 1989 | Louis Amigues (d)           |
| 1989 | 1993 | Claude Blanchemaison        |
| 1993 | 1995 | Jean-François Nougarède (d) |
| 1995 | 1996 | Gilles d'Humières (d)       |
| 1996 | 2001 | Serge Degallaix             |
| 2001 | 2004 | Antoine Pouillieute         |
| 2004 | 2007 | Jean-François Blarel (d)    |
| 2007 | 2010 | Hervé Bolot (d)             |
| 2010 | 2012 | Jean-François Girault (d)   |
| 2012 | 2016 | Jean-Noël Poirier (d)       |
| 2016 | 2019 | Bertrand Lortholary (d)     |
| 2019 | 2023 | Nicolas Warnery (d)         |
| 2023 | auj. | Olivier Brochet             |